# (65728) 1993 FD84
(65728) 1993 FD84 es un asteroide perteneciente al cinturón de asteroides, región del sistema solar que se encuentra entre las órbitas de Marte y Júpiter.
Fue descubierto el 26 de marzo de 1993 por el equipo del proyecto Spacewatch desde el observatorio Nacional de Kitt Peak.

## Designación y nombre
Designado provisionalmente como 1993 FD84.

## Características orbitales
1993 FD84 está situado a una distancia media del Sol de 2,658 ua, pudiendo alejarse hasta 3,037 ua y acercarse hasta 2,278 ua. Su excentricidad es 0,143 y la inclinación orbital 14,825 grados. Emplea 1582,60 días en completar una órbita alrededor del Sol.

## Características físicas
La magnitud absoluta de 1993 FD84 es 15,71.